# Гун, Отто фон
Отто фон Гун (также Оттон Гун, нем. Otto Wilhelm von Huhn, 17 июня 1764 Митава, Курляндия — 20 марта 1832, Рига, Лифляндская губерния) — балтийский немецкий врач и историк, первым начавший вакцинацию против оспы в Лифляндии, основатель и первый директор психиатрической больницы «Александровские высоты». Отто фон Гун провёл обширные исследования, направленные на улучшение здравоохранения жителей Лифляндии и Риги, борьбу с эпидемиями, касающиеся этнографии и топографии региона.
Был включён в советский «Биографический словарь деятелей естествознания и техники» в числе 4,5 тысяч самых выдающихся жителей государства всех времён.

## Биография
Родился 17 июня 1764 года в Митаве, в семье суперинтенданта (главы церковного округа) Евангелическо-лютеранской церкви Курземского и Земгальского герцогства Христиана Гуна. С 1780 по 1783 год учился в Academia Petrina в родном городе. Затем изучал богословие в Галльском университете в Германии, однако не был принят в число студентов. С 1785 по 1788 год изучал медицину и получил степень доктора в Геттингенском университете. В 1789 году сдал экзамены в Санкт-Петербурге и получил право работать врачом на территории Российской империи.
В 1790 году Гун стал вторым врачом основанного в 1754 году Рижского военного госпиталя, но через год, в 1791 году, обратился к частной практике, в короткий срок завоевав авторитет и популярность в Риге. В 1795 году в Риге было опубликовано написанное им исследование: «Топографическое описание города Риги с приложением врачебных наблюдений».
27 ноября 1800 года Отто фон Гун провёл первую в Риге вакцинацию от оспы, взяв на вооружение метод, открытый за несколько лет до этого английским врачом Эдвардом Дженнером (1796 год). В 1803 году было создано Рижское учреждение вакцинации против оспы. Вакцинацию жителей Руйиены провёл местный священник Густав фон Бергман.
В 1804 году по приглашению графа Андрея Разумовского Отто фон Гун переехал в Москву. В 1805 году он отправился в Малороссию в качестве домашнего врача графа Разумовского. В 1806 году Отто фон Гун опубликовал в Москве свои путевые заметки о Малороссии в трёх томах (Flüchtige Bemerkungen auf einer Reise von Moskau nach Klein-Rußland). Придворным врачом графа Разумовского Гун проработал до 1807 года.
В 1807 г. в Москве издал труд «Повсеместное введение предохранительной оспы в Европейской и Азиатской России».
В 1807—1809 годах практиковал как врач в Москве.
В 1808 году Гун продал свою большую библиотеку в 2000 томов Московскому университету.
С 1809 по 1811 год, во время наполеоновских войн, по приглашению князя Репнина Гун занимал должность врача русского посольства в Касселе (Гессен) и Париже (Франция).
С 1811 по 1813 год работал врачом в Санкт-Петербурге.
В 1813 году О. Гун вернулся в Ригу, работал как врач, учёный, историк и деятель культуры. В 1819 году он возглавил первую в Остзейском крае психиатрическую лечебницу «Александровские высоты» и работал в этой должности 10 лет, до 1829 года. Он первым изучил целебные свойства грязей Кемери и минеральных источников Балдоне.
Отто фон Гун скончался 20 марта 1832 года после продолжительного заболевания бронхиальной астмой. Похоронен на Рижском Большом кладбище.

## Семья
Гун был дважды женат и имел 12 детей от обоих браков, 8 из которых пережили отца.
Первая супруга: Каролина Гертруда Холландер (Karoline Gertrude Hollander), брак заключён в Санкт-Петербурге 3 октября 1791 года, супруга скончалась в 1810 году.
Вторая супруга: София Вильгельмина Вевель (Sophie Wilhelmine Wewell), брак заключён в Санкт-Петербурге в 1812 году.

## Членство в общественных организациях и награды
- Почётный член Петербургского медико-хирургического училища (1803).
- Масон петербургской масонской ложи «Пётр к истине» (с 1811 г.).
- Советник Императорского двора (1817).
- Орден Святого Владимира 4-й степени (1821)[5].
- Почётный член Швейцарского медико-хирургического общества[6].
- Почётный член Государственной медицинской коллегии Российской империи[6][4].

## Труды
- «Commendatio de regeneratione patrium mollium in vulnere» (латынь, Геттинген, 1787);
- «Observationum medicarum ac chirurgicarum, fasciculus. Cum tabula aenea» (латынь, Геттинген, 1788);
- «Topographische Beschreibung der Stadt Riga (Топографическое описание города Рига с приложением наблюдений врача)» (нем., Рига, 1795), «Топографическое описание города Рига» (русское издание, Петербург, 1804);
- Flüchtige Bemerkungen auf einer Reise von Moskau nach Klein-Rußland (1806);
- Поверхностные замечания по дороге от Москвы в Малороссию в осени 1805 года. Сочинение Оттона фон Гуна. Перевод с немецкого. Ч.1-3. М.,1806. (в типографии Платона Бекетова)
- «Несколько слов к гражданам и поселянам о пользе прививания коровьей оспы» (русское издание, Москва, 1807);
- «Повсеместное введение предохранительной оспы в Европейской и Азиатской России» (на немецком и русском языках, Москва, 1807);
- «Дополнение к медико-топографическому описанию Лифляндии» (русское издание, Санкт-Петербург, 1814).

### Наблюдения
Отто фон Гун описывает Ригу как цветущий город, упрочивший своё положение «под властью кроткого российского скипетра». Жители города ели «хороший хлеб, нередко мясо и рыбу, пиво и хорошее вино, грибы, сыр, ветчину». Даже самые бедные рижане не голодали, так как могли купить дешёвую рыбу: миноги, угрей. Он описал садовое искусство своего времени: «В течение почти целой зимы теплицы наши украшают прекраснейшие цветы, и даже груши, сливы, персики, абрикосы и земляника гораздо быстрее поспевают в оных, нежели на открытом воздухе начинают цвести. Нередко здесь в раннее лето созревают ананасы и виноград… Русские огородники… нанимают здесь огороды и пустые места около города, обрабатывают оные с великой рачительностью, заводят теплицы и парники… получаем мы… от трудолюбивых русских крестьян… щавель, шпинат, спаржу, бобы, горох, салат и прочее».
Автор отметил приверженность местного населения к гигиене: «Латыши и русские особливые охотники к баням».